# Новая Дмитровка (Черкасская область)
Но́вая Дми́тровка (укр. Нова́ Дми́трівка) — село в Золотоношском районе Черкасской области Украины.
Население по переписи 2001 года составляло 2305 человек. Почтовый индекс — 19734. Телефонный код — 4737.

## Местный совет
19734, Черкасская обл., Золотоношский р-н, с. Новая Дмитровка

## История
В 1862 году во владельческом хуторе Новодмитровка было 10 дворов где проживало 90 человек (38 мужского и 52 женского пола)
Есть на карте 1869 года.